# Spellcasting 301
Spellcasting 301: Spring Break ist ein Textadventure mit Grafiken des US-Herstellers Legend Entertainment, das 1992 für MS-DOS erschien. Es handelt sich um den letzten Teil der Spellcasting-Trilogie des Herstellers, zu der auch Spellcasting 101 und Spellcasting 201 gehören.

## Handlung
Der Spieler übernimmt wie in den Vorgängerspielen die Rolle von Ernie Eaglebeak, Student im mittlerweile dritten Semester an der Sorcerer University. Gemeinsam mit seinen Kommilitonen von der Studentenverbindung Hu Delta Phart sucht er in den Frühlingsferien (Spring Break) ein Strandresort in Fort Naughtytail auf. Dort treffen sie auf Mitglieder der Studentenverbindung Getta Lodda Yu von der St. Weinsberg Magician University. Die nerdigen Hu Delta Pharts und die sportlichen Getta Lodda Yus stehen in erbitterter Rivalität zueinander. Eine mysteriöse, attraktive Frau, die sich „The Judge“ nennt, organisiert einen siebentägigen Wettstreit zwischen den beiden Verbindungen. Die siegende Verbindung darf sich „Kings of the Beach“ („Könige des Strandes“) nennen, die unterliegende Verbindung wird für fünf Jahre aus Fort Naughtytail verbannt. Es obliegt Ernie, seiner Verbindung bei der Absolvierung der insgesamt zwölf Disziplinen zu helfen. So muss er im Laufe der Woche unter anderem ein Mädchen für einen Wet-T-Shirt-Contest auftreiben, eine Partie Volleyball gewinnen und eine Party veranstalten. Die gutaussehenden und sportlichen Getta Lodda Yus sind in allen Disziplinen zunächst im Vorteil, was Ernie durch Einfallsreichtum und die pointierte Anwendung von Magie ausgleichen muss. Das Spiel ist in zwölf Kapitel unterteilt, eins pro zu absolvierender Disziplin.

## Spielprinzip und Technik
Spellcasting 301 ist ein Textadventure, das heißt, Umgebung und Geschehnisse werden als Bildschirmtext ausgegeben und die Visualisierung obliegt zum größten Teil der Fantasie des Spielers. Im Gegensatz zu klassischen Textadventures, die über keinerlei graphische Ausschmückung verfügen, wartet Spellcasting 301 mit einem Bild der jeweiligen Umgebung sowie einem Point-and-Click-Interface auf, mit dem sich einfache Kommandos mit der Maus erstellen lassen. Für komplexe Steuerungsbefehle muss der Spieler allerdings auch weiterhin auf den Textparser zurückgreifen. Das Interface kann den Bedürfnissen des Spielers angepasst werden, indem sich Grafiken und Schaltflächen ausblenden lassen; das Umgebungsbild kann außerdem durch eine Karte der Spielumgebung sowie durch eine Auflistung mitgeführter Gegenstände ersetzt werden. Das Spiel unterstützt den VGA-Standard und kann Standbilder der circa 80 Örtlichkeiten in entsprechender Qualität anzeigen, außerdem gibt es eine Klanguntermalung einzelner Szenen.
Eine technische Neuheit des Spiels gegenüber seinen Vorgängern ist die Nutzung von 256-Farben-SVGA-Grafik, was die Grafik des Spiels gegenüber der der Vorgänger signifikant verbesserte.
Spellcasting 301 verfügt über ein Magiesystem mit 24 Zaubersprüchen, das auf dem System in Infocoms Enchanter-Trilogie aufbaut und letztendlich teilweise auf der Erdsee-Saga von Ursula K. LeGuin und teilweise auf dem vancianischen System des Rollenspiel-Regelwerks Dungeons & Dragons beruht. Wie bei Vance müssen Zaubersprüche erst im Gedächtnis „gespeichert“ werden, bevor sie genutzt werden können, und wie bei LeGuin wird ein Zauberspruch durch einen Nonsensbegriff repräsentiert. Dieser Begriff kann dann im Spiel als Verb genutzt werden. Beispielsweise heilt der Zauberspruch „VAI“ Pflanzen; die Eingabe „VAI IVY“ lässt einen kränklichen Efeu schlagartig zu einem kräftigen Rankengewächs mutieren, das man emporklettern kann. Einige der Rätsel des Spiels sind zeitbasiert, d. h. nach Verstreichen einer bestimmten Anzahl Spielzüge sind sie nicht mehr lösbar. Einige andere Rätsel erfordern Wissen über den Ausgang von Ereignissen; der Spieler muss das Scheitern seiner Bemühungen erleben und die Situation mit dem Wissen um die Hintergründe in einem neuen Anlauf meistern. Beide Arten von Puzzles werden in der Interactive-Fiction-Szene heute als schlechtes Design angesehen, waren zum Erscheinenszeitpunkt aber kein Kritikpunkt in der Presse.
Wie auch die beiden anderen Teile der Spellcasting-Reihe verfügt Spellcasting 301 über zwei Textmodi, zwischen denen gewechselt werden kann und die Auswirkungen auf die Darstellung haben, wenn Eaglebeak in engeren Kontakt mit weiblichen NPCs tritt. Während Texte und Grafiken im „Nice“-Modus komplett jugendfrei sind, erfolgt im „Naughty“-Modus eine (nach europäischem Verständnis harmlose) Darstellung sexueller Akte. Der gewählte Modus wirkt sich an einigen Stellen auch auf die grafische Darstellung von Frauen aus.

## Produktionsnotizen
Der Verpackung des Spiels lagen eine Gebrauchsanleitung für einen fliegenden Teppich sowie eine Hotelreservierung für das Royal Infesta Hotel in Fort Naughtytail bei. Beide Beilagen wurden im Spiel referenziert und stellten somit einen Kopierschutz dar. Ein Lösungsbuch konnte zusätzlich zum Spiel käuflich erworben werden. Das Lösungsbuch enthielt Hinweise zur Lösung des Spiels (die 1992 noch nicht ohne weiteres im Internet erhältlich waren) sowie einige Kritik an der Computerspieleindustrie persiflierende Texte; beispielsweise wurde behauptet, dass Ernie Eaglebeak eine Metapher für die Auflösung der UdSSR sei und dass das Spiel satanische Botschaften vermittle, wenn man es rückwärts spiele.
Die Spellcasting-Serie ist eine Trilogie. Zum Erscheinenszeitpunkt war aber noch ein vierter Teil geplant, Spellcasting 401: The Graduation Ball. Dieser wurde wegen mangelnder Absatzchancen im schwindenden Textadventure-Genre nie veröffentlicht; nach Spellcasting 301 veröffentlichte Legend noch die Textadventures Eric the Unready und Gateway 2 - Homeworld und stieg dann auf Grafikadventures um. Autor Meretzky, der zuvor einige populäre Titel für Infocom geschrieben hatte (darunter Sorcerer, das über ein vergleichbares Magiesystem verfügte) und bei Legend als wichtigster Designer galt, war als freier Mitarbeiter für die Firma tätig.
Eine Wiederveröffentlichung von Spellcasting 301 erfolgte 1993 als Paket mit den beiden Vorgängern unter dem Namen Spellcasting Party Pak.

## Rezeption
Der Spielejournalist Carsten Borgmeier (PC Joker, Amiga Joker) sah in Spellcasting 301 eines der „witzigsten Textadventures der letzten Zeit“ und lobte neben dem Humor die „schrullige Geschichte“ und die „anspruchsvollen Texte“. Er kritisierte lediglich die Qualität des Parsers, der mit dem von Infocom nicht mithalten könne. Das Fachmagazin Adventure Classic Gaming lobte Grafik, Sound, Humor und Umfang des Spiels. Die Örtlichkeiten seien auch jenseits der Fokussierung auf die Lösung des Spiels „einen Besuch wert“, das Magiesystem lade zum Experimentieren ein und die zahlreichen Rätsel im Spiel seien gut durchdacht. Das Magazin kritisierte lediglich das „etwas frustrierende“ Finale des Spiels. Für die Power Play befand Redakteur Richard Eisenmenger, die Spieltexte seien „oberwitzig geschrieben“ und das Spiel verfüge über einen „Hauch Erotik“. Er lobte die Konfigurierbarkeit des Spiels, kritisierte den Parser und stellte heraus, dass gute Englischkenntnisse notwendig seien, um dem oftmals auf Sprachwitz aufbauenden Humor folgen zu können. Die ASM lobte den unterhaltsamen und „hintergründig-hinterhältigen“ Inhalt des Spiels, kritisierte aber die „etwas abgenutzte“ Benutzeroberfläche und vermisste neue Impulse. Für die Computer Gaming World zog Redakteur Charles Ardai Parallelen zur Filmkomödie Die Supertrottel und wertete, Interactive-Fiction-Autoren könnten von Steve Meretzky, der mit Spellcasting 301 an seine Bestseller Planetfall, Sorcerer und insbesondere Leather Goddesses of Phobos anknüpfe, noch eine Menge lernen. Das Spiel vermittle gemäß Ardai eine entspannte, an Urlaub erinnernde Atmosphäre, da Meretzky auf in Adventures sonst gängige, essenzielle Bedrohungen verzichte und dem Spieler das Gefühl eines Open-World-Spiels gebe: Obwohl die Handlung linear voranschreite, könne der Spieler bis zu einem gewissen Grad von der Handlung abweichen, lediglich die Spielwelt erforschen und sich mit den in ihr befindlichen NPCs unterhalten und dennoch gewinnen, solange er die Mehrheit der vorgegebenen Disziplinen gewinne.
Der Ludologe Jimmy Maher stellte den latenten Sexismus der Spieleserie und damit auch von Spellcasting 301 heraus, der sich an der nicht änderbaren, männlichen Perspektive und der von Stereotypen geprägten Darstellung von Frauen bemerkbar mache, der aber weder zum Erscheinenszeitpunkt noch retrospektiv Kritik nach sich gezogen habe, da er durch den „unmännlichen“ Protagonisten Ernie und das das gesamte Spiel durchziehende Stilmittel der Übertreibung relativiert werde. Maher verneint jedoch eine satirische Intention Meretzkys. Maher bezeichnete Spellcasting 301 als „enttäuschenden Schlusspunkt“ der Serie; seine Kritik entzündete sich an Designentscheidungen wie zeitbasierten und Trial-and-Error-Rätseln, aber auch am seiner Analyse zufolge uninteressanten und uninteressierten Protagonisten, für den sich der Spieler nicht erwärmen könne, und an der graphischen Darstellung von Frauen, die aussähen, als seien sie „aus falsch zugeordneten Ersatzteilen zusammengebaut, die beim Zusammenbau anderer Mädchen übrig geblieben sind“. Maher kritisierte außerdem ausufernde Texte, die er darauf zurückführte, dass Meretzky als freier Mitarbeiter, der zudem in New York und damit Hunderte Kilometer vom Legend-Firmensitz Chantilly entfernt lebte, unzureichend in Qualitätsmanagementprozesse eingebunden war, während zu Infocom-Zeiten die anderen Autoren als Korrektiv auf seine Werke eingewirkt hätten.